# Les Wampas font la gueule
Albums de Les Wampas
Les Wampas sont la preuve que Dieu existe
(2009) Never Trust a Best-of
(2015)
Les Wampas font la gueule est le 11e album du groupe de punk français Les Wampas, paru en 2014.

## Liste des pistes

### Album vinyle
1. Les Ravers de Spézet - 3:28
2. Mars 78 - 3:10
3. Je voudrais - 2:36
4. Toi et moi - 3:41
5. La fille du train chenille - 2:37
6. Marfa - 3:50
7. Julie London - 2:21
8. Le bug de l'an 2000 - 2:53
9. Les lesbiennes bavaroises - 2:43
10. Victoria - 2:00
11. Valérie - 2:43
12. Le Fest-Noz d'Halloween - 2:57
13. C'est pas moi qui suis trop vieux, votre musique c'est vraiment de la merde ! - 2:29

### Version CD + DVD
CD :
1. Les Ravers de Spézet - 3:28
2. Mars 78 - 3:10
3. Je voudrais - 2:36
4. Toi et moi - 3:41
5. La fille du train chenille - 2:37
6. Marfa - 3:50
7. Julie London - 2:21
8. Le bug de l'an 2000 - 2:53
9. Les lesbiennes bavaroises - 2:43
10. Victoria - 2:00
11. Abu Dhabi - 3:55
12. Valérie - 2:43
13. Le Fest-Noz d'Halloween - 2:57
14. Ton Rouge à lèvres - 3:32
15. Les Gros dégueulasses - 3:17
16. C'est pas moi qui suis trop vieux, votre musique c'est vraiment de la merde ! - 2:29

DVD :
1. Making Of - 16:00